# Kenneth Leighton
Pour les articles homonymes, voir Leighton.
Kenneth Leighton est un compositeur, pianiste et pédagogue britannique, né à Wakefield (Yorkshire, Angleterre) le 2 octobre 1929, mort à Édimbourg (Écosse) le 24 août 1988.

## Biographie
Enfant, il est choriste à la cathédrale de Wakefield (de 1937 à 1942). En 1946, il obtient un premier diplôme comme pianiste et l'année suivante (1947), il entame des études à la fois généralistes et musicales au Queen's College d'Oxford (Angleterre), notamment avec Bernard Rose (en), et en ressort diplômé en 1951. Cette année-là, ayant gagné une bourse d'études, il part à Rome (Italie) où il suit jusqu'en 1952 l'enseignement de Goffredo Petrassi. De retour au Royaume-Uni, il y obtient son premier poste de professeur à la Royal Marine School of Music de Deal (Kent), de 1952 à 1953. Il enseignera ensuite à l'Université de Leeds (1953-1956), à l'Université d'Édimbourg (1956-1968), au Worcester College d'Oxford (1968-1970) et enfin, jusqu'à sa mort, de nouveau à l'Université d'Édimbourg (1970-1988), où l'un de ses élèves, Nigel Osborne, lui succédera.
Outre l'enseignement et la composition, il sera également pianiste-concertiste (en soliste ou en formation de musique de chambre) et obtiendra de nombreux prix et titres (ainsi, en 1970, il devient docteur en musique de l'Université d'Oxford).
Sa musique relève de plusieurs influences, dont celles de ses compatriotes Ralph Vaughan Williams, William Walton (pour ses œuvres reflétant une « tradition britannique » développée par Edward Elgar, telles certaines pièces chorales ci-après visées) et Gerald Finzi, ou encore celle de son maître Goffredo Petrassi (pour le néo-classicisme et le sérialisme). Il est l'auteur de pièces pour piano, pour orgue (et d'une pour clavecin), d'œuvres de musique de chambre, pour orchestre (dont plusieurs concertos et trois symphonies numérotées – une quatrième restera ébauchée à son décès), de pièces chorales a cappella ou avec accompagnements divers, de compositions pour voix soliste(s) (dont un opéra), ainsi que de quelques musiques de scène.

## Œuvres (sélection)

### Pièces pour clavier

#### Piano
- 1946 : Sonatine no 1 op. 1a ;
- 1947 : Sonatine no 2 op. 1b ;
- 1948 : Sonate no 1 op. 2 ;
- 1953 : Sonate no 2 op. 17 ; Five Studies op. 22 ;
- 1955 : Variations op. 30 ;
- 1956 : Fantasia Contrappuntistica "Homage to Bach" op. 24 ;
- 1959 : Nine Variations op. 36 ;
- 1966 : Pieces for Angela op. 47 ;
- 1967 : Conflicts ou Fantasy on Two Themes op. 56 ;
- 1969 : Six Studies ou Study-Variations op. 56 ;
- 1972 : Sonate op. 64 ;
- 1981 : Household Pets, suite op. 86 ;
- 1985 : Sonate (à 4 mains) op. 92 ;
- 1987 : Four Romantic Pieces op. 95 ; Prelude, Hymn and Toccata (2 pianos) op. 96.

#### Orgue
- 1963 : Prelude, Scherzo and Passacaglia op. 41 ;
- 1965 : Elegy ;
- 1966 : Theme, Fantasy and Fugue "Et Resurrexit" op. 49 ;
- 1975 : Six Fantasies on Hymn Tunes op. 72 ;
- 1976 : Martyrs ou Dialogues on a Scottish Psalm-Tune (à 4 mains) op. 73 ;
- 1980 : Missa de Gloria ou Dublin Festival Mass op. 82 ;
- 1985 : Veni Redemptor op. 93 ;
- 1987 : Veni Creator Spiritus.

#### Clavecin
- 1977 : Improvisations "De Profundis" op. 76.

### Musique de chambre
- 1949 : Sonate no 1 pour violon et piano op. 4 ;
- 1952 : Concerto pour violon et piano op. 12 (réduction du concerto pour violon et orchestre, même année, ci-après visé) ;
- 1953 : Sonate no 2 pour violon et piano op. 20 ;
- 1955 : Fantasia on the Name BACH pour alto et piano op. 29 ;
- 1956 : Quatuor à cordes no 1 op. 32 ;
- 1957 : Quatuor à cordes no 2 op. 33 ;
- 1959 : Quintette avec piano op. 34 ; Partita pour violoncelle et piano op. 35 ;
- 1964 : Seven Variations pour quatuor à cordes op. 43 ;
- 1965 : Trio avec piano op. 46 ;
- 1966 : Metamorphosis pour violon et piano op. 48 ;
- 1967 : Sonate pour violoncelle seul op. 52 ;
- 1972 : Quatuor avec piano en un mouvement Contrasts and Variants op. 63 ;
- 1974 : Fantasy on an American Hymn Tune pour clarinette, violoncelle et piano op. 70 ;
- 1979 : Fantasia on a Chorale "Es ist genug" pour violon et orgue op. 80 ;
- 1981 : Alleluia Pasha Nostrum pour violoncelle et piano op. 85 ;
- 1982 : Fantasy-Octet "Homage to Percy Grainger" pour cordes op. 87.

### Œuvres pour orchestre

#### Concertos
- 1951 : Concerto no 1 pour piano en ré mineur op. 11 (révisé en 1959) ;
- 1952 : Concerto pour violon op. 12 ; Concerto pour alto, harpe, orchestre à cordes et timbales op. 15 ;
- 1954 : Concerto pour deux pianos, orchestre à cordes et timbales op. 26 ;
- 1956 : Concerto pour violoncelle op. 31 ;
- 1960 : Concerto no 2 pour piano op. 37 ;
- 1961 : Concerto pour orchestre à cordes op. 39 ;
- 1969 : Concerto no 3 Concerto Estivo pour piano op. 57 ;
- 1970 : Concerto pour orgue, orchestre à cordes et percussions op. 58 ;
- 1982 : Concerto pour clavecin, flûte et cordes op. 88.

#### Symphonies
- 1949 : Symphonie pour orchestre à cordes op. 3 ;
- 1964 : Symphonie no 1 op. 42 ;
- 1974 : Symphonie no 2 Sinfonia Mistica, avec soprano et chœurs, op. 69 ;
- 1984 : Symphonie no 3 Laudes Musicae, avec ténor, op. 90.

#### Autres œuvres orchestrales
- 1950 : Suite Veris Gratia pour hautbois, violoncelle et orchestre à cordes op. 9 ;
- 1951 : Primavera romano, ouverture op. 15 ;
- 1953 : Suite Sao Paulo ;
- 1957 : Passacaglia, Chorale and Fugue op. 18 ; Burlesque op. 19 ;
- 1962 : Festive Overture.

### Œuvres chorales

#### A cappella (ou avec orgue)
- 1956 : Three Carols, avec soprano solo, op. 25 ;
- 1960 : A Hymn of the Nativity, avec soprano solo ;
- 1961 : Crucifixus Pro Nobis, avec soprano (ou ténor) solo et orgue, op. 38 ;
- 1962 : Missa Sancti Thomae, avec orgue, op. 40 ;
- 1964 : Mass (Messe) avec orgue, op. 44 ;
- 1967 : Missa Brevis op. 50 ; Morning Canticles ; Quam Dilecta !, avec soprano solo et orgue ;
- 1968 : Three Psalms op. 54 ;
- 1971 : Laudes Animantium, avec soprano,alto et ténor soli, op. 61 ;
- 1972 : Six Elizabethan Lyrics op. 65 ; The Sarum Mass, avec orgue, op. 66 ;
- 1973 : Mass for Ampleforth, avec orgue, op. 67 ; Laudate Pueri op. 68 ;
- 1979 : Festival Anthem "Awake my Glory", avec soprano solo et orgue, op. 79 ; An Evening Hymn, avec soprano solo ; Missa Cornelia, avec orgue, op. 81 ;
- 1984 : The World's Desire ou A Sequence for Epiphany, avec orgue, op. 91 ;
- 1987 : Missa Sancti Petri, avec soprano, ténor, basse et orgue ;
- 1988 : Missa Christi, avec soprano, ténor, basse et orgue.

#### Avec orchestre
- 1950 : Veris Gratia, cantate avec ténor solo (orchestre à cordes et timbales), op. 6 ;
- 1954 : The Birds, avec soprano et ténor, op. 28 ;
- 1958 : The Light Invisible, cantate (ou Sinfonia Sacra) avec ténor, op. 16 ;
- 1964 : Te Deum Laudamus, avec soprano et baryton ;
- 1975 : Laudes Montium ou A Sequence of Psalms, avec baryton, op. 71 ;
- 1976 : Hymn to Matter, avec baryton solo (orchestre à cordes, piano et percussions), op. 74 ;
- 1977 : Columba Mea, avec alto et ténor, op. 78.

### Œuvres pour voix soliste(s)
- 1950 : Hippolytus, cantate dramatique pour soprano, alto, ténor, basse, narrateur et orchestre op. 8 ;
- 1951 : Six Songs of Spring pour baryton et piano ; Five Shakespeare Songs pour baryton et piano ;
- 1980 : Animal Heaven, diptyque pour soprano, flûte à bec, clavecin et violoncelle op. 83 ; Columba, opéra en 3 actes pour quatre solistes, chœurs et orchestre, op. 77 ;
- 1981 : These are Thy Wonders ou A Song of Renawal, pour soprano (ou ténor) et orgue, op. 84 ;
- 1986 : Earth, Sweet Earth... ou Laudes Terrae, cantate pour ténor et piano, op. 94.